# Notre-Dame-de-Sanilhac
Notre-Dame-de-Sanilhac är en kommun i departementet Dordogne i regionen Nouvelle-Aquitaine i sydvästra Frankrike. Kommunen ligger i kantonen Saint-Pierre-de-Chignac som tillhör arrondissementet Périgueux. År 2018 hade Notre-Dame-de-Sanilhac 3 185 invånare.

## Befolkningsutveckling
Antalet invånare i kommunen Notre-Dame-de-Sanilhac
Referens:INSEE